# Tomislav Sokol
Tomislav Sokol, né le 20 septembre 1982 à Zagreb, est un homme politique croate.
Il est député européen depuis 2019 et réélu en 2024.